# Torre del Vent
La Torre del Vent és un antic molí del municipi de Palau-saverdera (Alt Empordà) declarada bé cultural d'interès nacional.

## Descripció
Situat al puig homònim dins la zona del Parc Natural dels Aiguamolls de l'Empordà, en un trencant que s'agafa des de la carretera GIV-612 abans d'arribar al veïnat de les Torroelles.
Construcció de planta circular i estructura troncocilíndrica, bastida amb pedra sense treballar i maons, que originàriament constava de planta baixa i pis. La planta baixa està coberta amb una volta d'arc rebaixat bastida amb pedra, amb una obertura que la comunica amb el pis superior. A les parets hi ha dues fornícules d'arc rebaixat també bastides amb pedra. La torre, que es va concebre com a molí per moldre gra i també com habitatge, ha perdut tot el seu coronament. Hi ha una porta d'accés d'arc rebaixat de maons que dona pas al seu interior i, a la primera planta, les restes d'una finestra d'obertura rectangular.

## Història

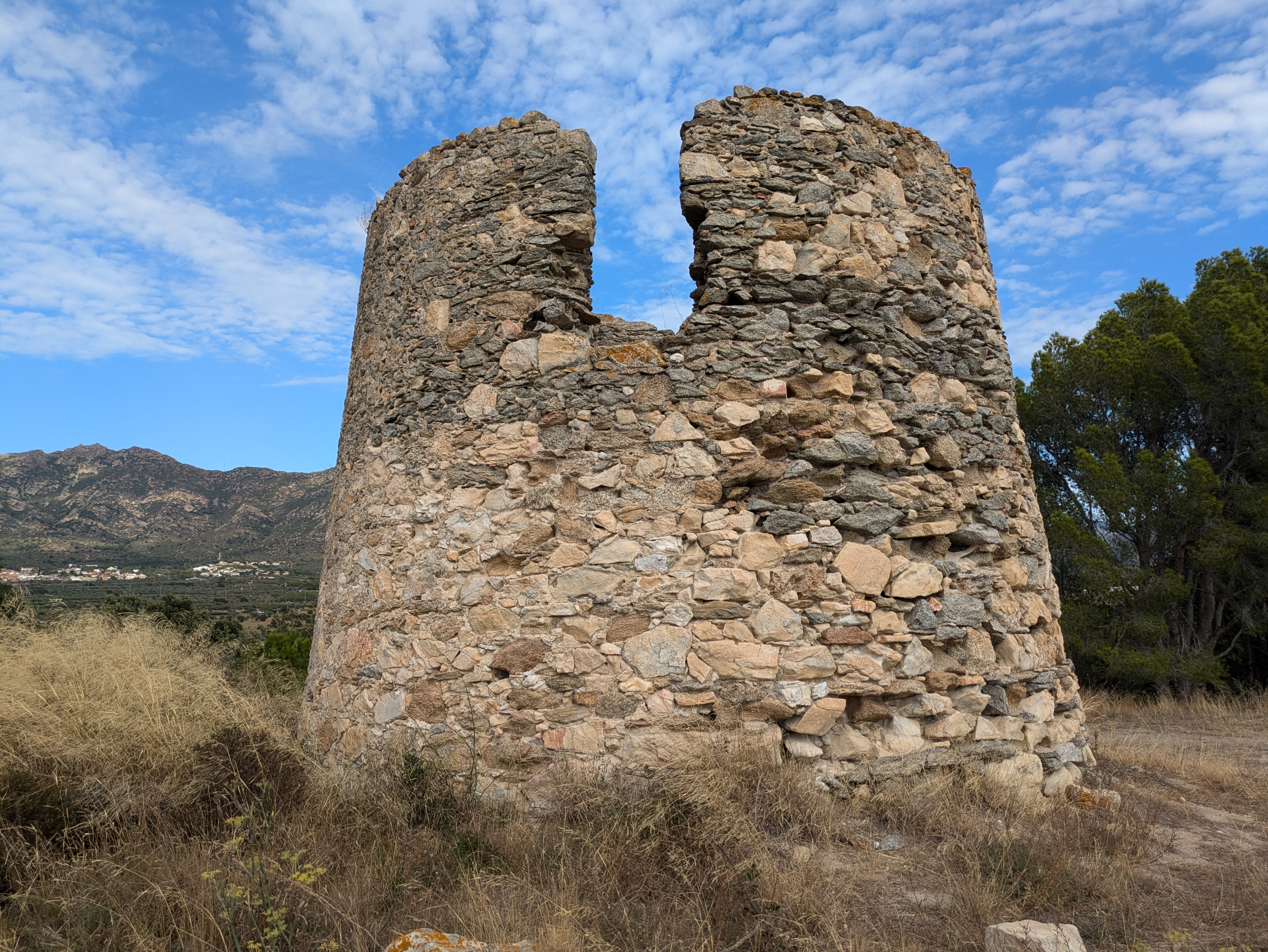
Costat sud-oest. Més enllà: Palau-saverdera.

Molí suposadament bastit entre els segles xvii i xviii. La primera font escrita que en fa referència és de l'any 1771 «[…]con la sierra de la Torre del Viento […]».
Posteriorment cap a l'any 1818 el propietari fou Abdó Oriol, al qual pertanyia també el molí del Mas Oriol. Almenys un d'aquest (encara que segurament tots dos) era moliner Josep Llibori, tal como ho constata un protocol de 1827 «[…] moliner habitant en lo lloch de Palauçavardera i natural de Cabanas».
Segons el Llibre d'Apeo, durant aquesta època el conreu de cereals era el majoritari, doblant el d'olivar i sent també una tercera part del conjunt de la vinya, fins que a mitjans de segle la vinya es va imposar en detriment del blat i l'ordi cosa que suposar que el molí caigués en desús tal com ho registra el cens de 1873 on figura com un «molí enrunat».